# Dan oranja
Die Dan oranja war ein Feldmaß im Fürstentum Serbien. Das Maß war der sogenannte Morgen.
- 1 Dan oranja = 35,97 Ar